# Иранонова потрага
„Иранонова потрага” (енгл. The Quest of Iranon) је приповетка америчког писца Хауарда Филипса Лавкрафта, написана 28. фебруара 1921. и први пут објављена у часопису Galleon 1935. године.

## Радња
Прича прати златокосог младића Иранона који одлута у град Телот, причајући приче о великом граду Аири, где је био принц. Док Иранон ужива у певању и причању својих чудесних прича, мало људи га цени. Градски архонт чак наређује Иранону да престане са певањем и музиком и постане шегрт обућара − или да напусти град до заласка сунца. Када обесправљени дечак по имену Ромнод предложи да напусте Телот и оду у чувени град Унаи (за који мисли да би могао бити Аира, сада под другим именом), Иранон га прихвата његову понуду.
Иранон и Ромнод проводе године на свом путовању до Унаија. Успут, Ромнод расте, док Иранон остаје потпуно исти. На крају стигну до Унаија, за који Иранон разочарано (иако не изненађено) открије да није Аира. Међутим, Иранона воле људи у Унаију, па он остаје тамо иако и даље жели да се врати у Аиру. Како године пролазе, људи га све мање цене, а на крају га замењују плесачи из пустиње. До овог тренутка, Ромнод је остарио и постао пијанац. Након Ромнодове смрти, Иранон одлучује да напусти Унаи и настави потрагу за Аиром.
На крају Иранон наилази на старог пастира и пита га да ли је чуо за Аиру. Пастир му говори да је заиста чуо за њу, јер је у његовој младости постојао просјаков син који је увек причао о њој. Дечаку, који је за себе претпостављао да је принц, сви су се смејали, те је побегао.
Са откривеном истином, да је Аира била само плод његове маште, Иранон губи своју вечну младост. Сада значајно остарео, Иранон одлута у смртоносни живи песак.

## Повезана дела
У једном тренутку Иранон каже да је „дуго боравио у Олатоу у земљи Ломар”, што се односи на место из Лавкрафтове приповетке „Поларис”. Ово сугерише да се „Иранонова потрага” одвија у истом свету и ери као и „Поларис”, то јест, у праисторијској Земљи око 24.000 година п. н. е. Иранон такође изјављује: „Ја... сам гледао у мочвару где је Сарнат некада стајао”, што се односи на „Пропаст која је дошла у Сарнат”.

## Пријем
Енциклопедија Х. Ф. Лавкрафта назива ову приповетку „међу најбољим Лавкрафтовим имитацијама лорда Дансенија”.